# Узенер, Герман
Герман Карл Узенер (нем. Hermann Carl Usener; 23 октября 1834 — 21 октября 1905) — немецкий филолог, профессор Боннского университета, иностранный член-корреспондент Петербургской Академии наук (1886).

## Жизнь
Родился 23 октября 1834 года в Вайльбурге, где и окончил гимназию. С 1853 года учился в Гейдельберге, Мюнхене, Гёттингене, а также в Боннском университете, где в 1858 году получил докторскую степень, защитив диссертацию под названием Analecta Theophrastea.
В 1858—1861 годах преподавал в Joachimsthalschen Gymnasium в Берлине; с 7 мая 1861 года — в университете и кантональной школе в Берне. В 1863 году он стал штатным профессором в университете Грайфсвальда. В 1866 году он сменил Фридриха Ричля в Боннском университете, где и оставался до своей отставки 13 июня 1902 года. Вместе с Францем Бюхелером он превратил Боннский университет в центр классической филологии того времени. В 1874/75 учебном году занимал должность декана, а в 1882/83 — ректора Бонского университета.

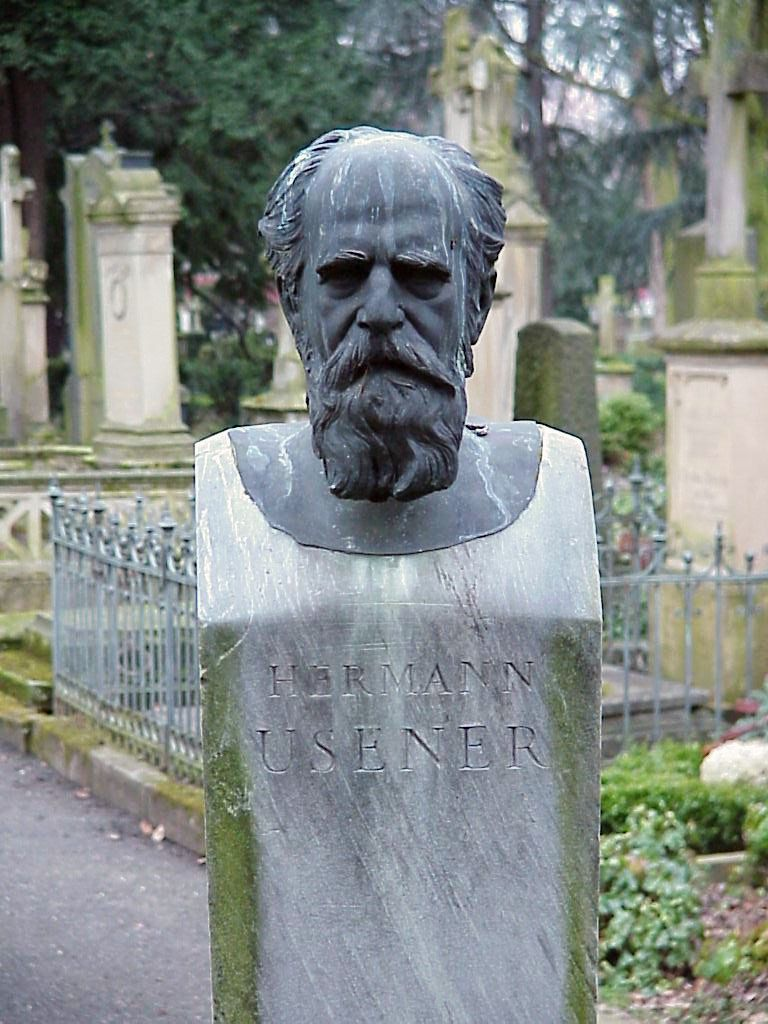
Бюст на могиле

Занимался сравнительным религиоведением, изучением мифологии, греческой философии.
Писал работы в различных сферах филологии, начиная с Гомера («De Iliadis carmine quodam Phocaico», 1875) и других древнегреческих поэтов и кончая житиями святых («Acta S. Timothei», 1877; «Legenden d. heiligen Pelagia», 1879 и проч.), астрономической литературой Византии («Ad historiam astronomiae symbola», 1876) и латинскими схолиастами (особенно «Scholia in Lucani bellum civile», 1869). Большая часть статей Узенера помещены в журнале «Rheinisches Museum». Из изданных отдельно трудов Узенера особенного внимания заслуживают «Epicurea» (1887; наиболее полное критическое издание источников эпикурейской философии), «Der heilige Theodosius» (1890), «Gotternamen» (1895).

## Влияния
Среди учеников Узенера Герман Дильс, Пауль Наторп, Ханс Лайтцман, Альбрехт Дитрих и Рихард Райтценштайн.

## Семья
Женился 4 сентября 1866 года в Марбурге на Каролине (Лили) Дильтей (25 февраля 1846 — 14 марта 1920) — сестре философа Вильгельма Дильтея и археолога Карла Дильтея. Их дети:
- Мария — в 1899 году вышла замуж за Альбрехта Дитриха
- Ганс (1872—1929), физик
- Карл Альберт Герман (1876—1928), старший лейтенант.